# 弗朗切斯科·马若利科
弗朗切斯科·马若利科（英語：Francesco Maurolico）（1494年9月16日—1575年7月22日）），是西西里王國的数学家和天文学家。他在几何学、光学、圆锥曲线、力学、音乐和天文學领域做出了贡献。他编辑过阿基米德、阿波罗尼奥斯、奥托里库斯、狄奥多西和塞雷诺斯等古典作家的作品。他还撰写了自己独特的数学和数学科学论文。

## 生活

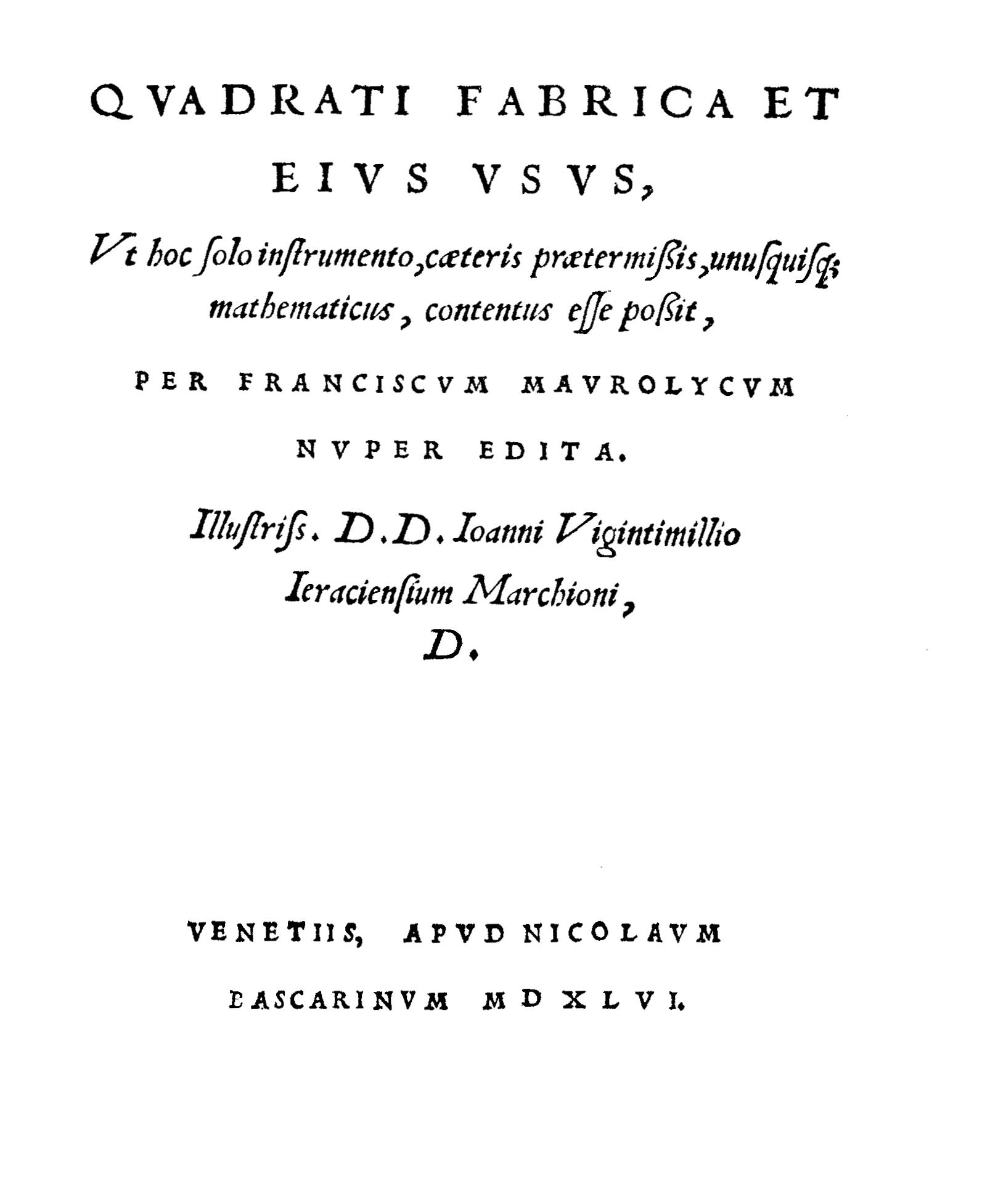
建造和使用的方体，1546

弗朗切斯科出生于墨西拿，姓Marulì，但有时也有报道说他姓“Mauroli”。他是政府官员安东尼奥·马鲁利（Antonio Marulì）和佩努西亚（Penuccia）的七个儿子之一。他的父亲是一名希腊医生，奥斯曼人入侵君士坦丁堡时，他逃离了君士坦丁堡。安东尼奥曾师从新柏拉图派希腊学家君士坦丁·拉斯卡里斯，因此弗朗切斯科通过父亲以及同为拉斯卡利斯弟子的弗朗切斯科·法罗内和贾科莫·热诺维斯接受了 “拉斯卡利斯式 ”教育，其影响是显而易见的。
1534年，弗朗切斯科·马鲁利改姓为毛罗·莱科（Mauro Lyco，取自 “神秘的狼 ”之意），此前他作为墨西拿学院的一名成员，曾连续八年使用毛罗·莱西奥（Mauro Lycio，“神秘的阿波罗”）的姓氏。
自 1521 年起，他就已获得牧师圣职，并因此获得了一些教会福利，1550年，杰拉奇锡库洛侯爵西蒙·文蒂米利亚任命为圣玛丽亚德尔帕托修道院（位于卡斯特尔博诺）的修道院长，他是马若利科的学生和赞助人。
1575 年，他在墨西拿自然死亡，当时正值瘟疫流行，数学家因此退隐到墨西拿北部的一个丘陵地带--Contrada Annunziata，Marulì家族在那里拥有一座别墅，该别墅有时可能是这位科学人文主义者所在学院的所在地。
他被安葬在墨西拿的圣乔瓦尼·迪·马耳他教堂，他的侄子弗朗切斯科和西尔维斯特罗·马若利科在那里为他竖立了一个艺术性的大理石石棺，石棺上有叔叔的半身像和马若利科的盾徽，盾徽上有狼和天狼星。

## 工作
1535年，马若利科与画家波利多罗·达·卡拉瓦乔（Polidoro da Caravaggio）合作，为神圣罗马帝国皇帝查理五世进入墨西拿城设计了凯旋门（为这个拱门撰写了拉丁文铭文）。和他的父亲一样，他也成为了墨西拿造币厂的负责人，并一度代表查理五世负责维护城市的防御工事。马若利科是查理在西西里的总督胡安·德·维加的两个儿子的监护人，并得到了许多有钱有势的人的赞助。他还与克里斯托佛·克拉乌和费德里科·科曼迪诺等学者通信。1547年，他与雕塑家乔瓦尼·安杰洛·蒙托索利（Giovanni Angelo Montorsoli）合作，在墨西拿建造了著名的《猎户座喷泉》。1548-1550年间，他作为乔凡尼二世·文蒂米利亚侯爵（Giovanni II Ventimiglia）的客人住在西西里岛的波利纳城堡，并利用城堡的塔楼进行天文观测。
马若利科的天文观测资料中包括1572年仙后座出现的超新星的目击记录。第谷·布拉厄于1574年发表了他的观测细节；这颗超新星现在被称为第谷超新星。
1569 年，他被任命为墨西拿大学教授。

## 遗产
月球上的Maurolycus陨石坑就是以他的名字命名的。
月球环形山马若利科环形山就是以他的名字命名的。
墨西拿有一所以他的名字命名的学校。
2009 年，意大利文化遗产部批准成立 “马若利科数学作品国家版”（Edizione nazionale dell'opera matematica di Francesco Maurolico）。

## 作品

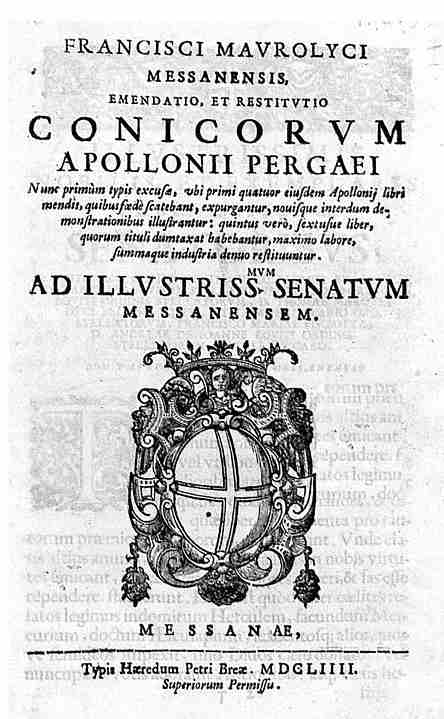
1654 年版《圆锥体》作者：阿波罗尼奥斯，编辑：弗朗切斯科·马若利科

- 马若利科的《Photismi de lumine et umbra 和 Diaphana》涉及光的折射，并试图解释彩虹这一自然现象。他还研究了暗箱照相机。Photismi于1521年完成，Diaphana第一部分于 1523年完成，第二和第三部分于1552年完成，但所有材料直到1611年才在死后出版。
- 他未发表的手稿《Compaginationes solidorum regularium》（1537 年）包括欧拉公式的陈述 {\displaystyle V-E+F=2}，早在1752年萊昂哈德·歐拉对凸多面体提出更普遍的证明之前，他就对柏拉圖立體提出了这个证明。[10]
- 他的《Arithmeticorum libri duo》（1575 年）包含了第一个已知的数学归纳法证明。[11]
- 他的《De momentis aequalibus》（1548年完成，但1685年才首次出版）试图计算各种物体（金字塔、抛物面等）的質心。
- 在《Sicanicarum rerum compendium》中，他介绍了西西里岛的历史，并包含了一些自传细节。1553年，墨西拿参议院授予他每年100金币的薪水，为期两年，以便他能够完成这部作品和他的数学著作。
- 他的《De Sphaera Liber Unus》（1575年）对哥白尼的日心说进行了猛烈抨击，马若利科在书中写道，哥白尼 “应该受到鞭笞或祸害，而不是驳斥”。[12]
- 马若利科出版了一本《宇宙学》，其中描述了一种测量地球的方法，后来让·皮卡尔（Jean Picard）在1670年测量子午线弧长时采用了这种方法。
- 马若利科出版了亚里士多德的《力学》版本和一部音乐著作。他总结了奥特留斯的《Theatrum orbis terrarum》，还写了《Grammatica rudimenta》（1528年）和《De lineis horariis》。他绘制的西西里岛地图于1575年出版。
- 马若利科研究古代数学典籍： 比提尼亚的狄奥多西、亚历山大的墨涅拉俄斯、皮坦的奥托里库斯、欧几里得、佩尔加的阿波罗尼奥斯和阿基米德。他没有进行新的翻译，而是在现有的基础上，对希腊数学进行了新的、合理的诠释。

### 出版物
- . Venezia: eredi Lucantonio Giunta (1.). 1543 （拉丁语）.
- . Paris: Guillaume Cavellat. 1558 （拉丁语）.
- . Napolo: Tarquinio Longo. 1611  [2024-10-12]. （原始内容存档于2024-11-29） （拉丁语）.

## 相关
- 暗箱
- 重心
- Commandino定理
- 笛卡尔论多面体
- 罗马天主教科学家兼神职人员列表
- 文艺复兴时期的希腊学者
- 数学归纳法
- 八面体数
- 微积分和数学分析的时间线